# 皮內格羅夫鎮區 (北卡羅萊納州桑普森縣)
皮內格羅夫鎮區（英語：Piney Grove Township）是位於美國北卡羅萊納州桑普森縣的一個鎮區。

## 地方資料
皮內格羅夫鎮區的面積為188.55平方千米，皆為陸地。根據2020年美國人口普查的數據，當地共有人口1474人，而人口密度為每平方千米7.82人。